# Copa América féminine 2022
Navigation
Édition précédente Édition suivante
La Copa América féminine 2022 est la neuvième édition de la Copa América féminine. Elle se déroule du 4 au 30 juillet 2022 en Colombie. Elle sert également de tournoi qualificatif pour la Coupe du monde féminine de football 2023 : les 3 premières équipes se qualifient directement tandis que les 4e et 5e disputent des barrages intercontinentaux.
La compétition est remportée par le Brésil, tenant du titre, qui s'impose en finale contre la Colombie. L'Argentine termine à la troisième place.

## Villes et stades retenus
Les stades retenus sont annoncés le 16 décembre 2021. La compétition se déroule dans trois villes : Cali, Bucaramanga and Armenia,.
| \| Carte de la Colombie Bucaramanga Cali Armenia \| |                          |                     |                                  |
| \| Carte de la Colombie Bucaramanga Cali Armenia \| | Armenia                  | Bucaramanga         | Cali                             |
| --------------------------------------------------- | ------------------------ | ------------------- | -------------------------------- |
| \| Carte de la Colombie Bucaramanga Cali Armenia \| | Stade Centenario         | Stade Alfonso-López | Stade olympique Pascual-Guerrero |
| \| Carte de la Colombie Bucaramanga Cali Armenia \| | Capacité : 20 716        | Capacité : 28 000   | Capacité : 35 405                |
| \| Carte de la Colombie Bucaramanga Cali Armenia \| |                          |                     |                                  |
| \| Carte de la Colombie Bucaramanga Cali Armenia \| | Bucaramanga Cali Armenia |                     |                                  |

## Équipes participantes
Les dix équipes nationales de football affiliées à la CONMEBOL y participent.
| Équipes participantes | Équipes participantes | Équipes participantes | Équipes participantes | Équipes participantes |
| --------------------- | --------------------- | --------------------- | --------------------- | --------------------- |
| Argentine             | Bolivie               | Brésil                | Chili                 | Colombie              |
| Équateur              | Paraguay              | Pérou                 | Uruguay               | Venezuela             |

## Premier tour
Les équipes sont réparties dans deux groupes de cinq équipes en tournoi toutes rondes, du 8 au 21 juillet. Les deux premiers de chaque groupe se qualifient pour les demi-finales tandis que les troisièmes s'affrontent pour la cinquième place du tournoi. Une victoire compte pour 3 points, un match nul compte pour 1 point et une défaite compte pour 0 point.
Le classement des équipes est établi grâce aux critères suivants :
1. Le plus grand nombre de points obtenus dans tous les matchs du groupe.
En cas d'égalité :
2. Plus grand nombre de points obtenus dans les matchs disputés entre les équipes à égalité ;
3. Meilleure différence de buts dans les matchs disputés entre les équipes à égalité ;
4. Plus grand nombre de buts marqués lors des matchs disputés entre les équipes à égalité ;
5. Meilleure différence de buts dans tous les matchs du groupe ;
6. Plus grand nombre de buts marqués dans tous les matchs du groupe ;
7. Plus petit nombre de cartons rouges ;
8. Plus petit nombre de cartons jaunes ;
9. Tirage au sort.